# Linda Antić
Linda Antić, coniugata Mrdalj (Sebenico, 14 gennaio 1969), è un'ex cestista e allenatrice di pallacanestro croata, fino al 1991 jugoslava.

## Carriera
Con la Croazia ha disputato due edizioni dei Campionati europei (1995, 2007).